# Elo (tarjeta de crédito)
Elo es una empresa brasileira nacional de servicios financieros con sede en Barueri, São Paulo, Brasil. Fundada en 2011 por un holding formado por tres empresas de servicios financieros: Banco Bradesco, Banco do Brasil y Caixa Econômica Federal.
Elo ofrece servicios financieros, que incluyen tarjetas de crédito, tarjetas de débito y emisión de tarjetas prepagas y procesamiento en red. La red acepta transacciones denominadas en reales brasileños. A marzo de 2019, Elo ha emitido más de 120 millones de tarjetas. Desde 2016, las tarjetas Elo se aceptan en los Estados Unidos en la red Discover Card.